# 山姆苏尔·麦丁
山姆苏尔·麦丁（Shamsul Maidin，1966年4月16日—），新加坡足球裁判，他是2006年世界杯的球證。
馬丁於1996年1月1日正式成為球證，他曾4度取得新加坡职业足球联赛最佳球證的獎項，並在2005年獲得亞洲足球協會頒發「最佳亞洲球證」的名號。他先後執法過1996年、2000年與2004年的亚洲杯足球赛，2001年、2003年及2005年的世界青年足球錦標賽和2006年非洲國家杯，他是該屆杯賽中，唯一一位非非洲的球證。
2006年，馬丁成為該屆世界杯中，26位球證之一，他分別在對瑞典的分組賽執法，並發出該屆世界杯的首面紅牌，隨後，又為墨西哥對安哥拉的賽事執法，並於6月20日再執法一場分組賽後，結束了他於2006年世界杯的執法之旅，而在16強中，馬丁於德國對瑞典的淘汰賽為第四裁判。

## 外部連結
- 簡介 （页面存档备份，存于）